# Sarrat de Sapeguilha
El Sarrat de Sapeguilha és una serra situada al municipi de Vielha e Mijaran a la comarca de la Vall d'Aran, amb una elevació màxima de 2.000 metres.